# 채종기
채종기(蔡宗基, 1939년 2월 28일 ~ )는 대한민국의 방화 범죄자이다. 2006년 4월 26일 일어난 2006년 창경궁 문정전 방화 사건과 2008년 2월 10일부터 2월 11일까지 일어난 숭례문 방화 사건의 범인이다.

## 범행 이전
1997년부터 1998년까지 채종기가 소유하고 있던 경기도 고양시 일산신도시의 토지 약 99m2가 한 건설사의 신축 아파트 건설 예정 부지에 포함되었다. 당시 건설사는 채종기가 소유하고 있던 토지를 아파트 출입을 위한 도시 계획 도로로 수용하려는 계획을 갖고 있었으며 토지 매입금으로 공시지가 9,600만 원을 책정했다. 그러나 채종기가 4~5억 원을 요구하는 바람에 건설사는 토지 매입을 거부하고 만다.
채종기는 법원에 건설사를 상대로 토지수용재결처분취소소송을 냈지만 패소했고 경기도 고양시청과 대한민국 대통령비서실 등을 상대로 여러 차례 민원을 제기했지만 받아들여지지 않았다. 그 후부터 채종기는 사회에 대한 불만을 품게 되었다.

## 범행

### 2006년 창경궁 문정전 방화 사건
2006년 4월 26일 오후 5시경 채종기는 서울특별시 종로구 창경궁에서 미리 준비한 신문지와 부탄가스통 4개를 이용해 문정전에 불을 질렀다. 이 화재로 문정전 왼쪽 문이 불에 탔으며 400여만 원 상당의 재산 피해를 냈다. 다행히 관람객들과 관리직원 등이 비치된 소화기를 이용해 곧바로 진화 작업에 나서면서 큰 화재로 번지지는 않았다. 현장에서 문화재관리법 위반 혐의로 체포되었으며 경찰 조사에서 "일산신도시 토지에 대한 보상을 제대로 받지 못해 사회에 불만이 있었다"고 진술했다. 채종기는 범행 당시 처음에 경복궁을 방화 대상으로 삼았지만 사람들이 너무 많아 불을 지르기 어려울 것으로 판단하고 창경궁으로 변경한 것으로 알려져 있다.
2006년 7월 서울중앙지방법원은 피고인이 고령인 데다가 피해 회복을 위해 600만 원을 공탁한 점, 특별한 전과가 없는 점 등을 감안해 징역 1년 6개월, 집행유예 2년, 추징금 1,300만 원을 선고했지만 추징금 1,300만 원을 내지 못하면서 그의 생활은 더욱 궁핍해졌고 사회에 대한 적개심은 더욱 커지게 된다.

### 2008년 숭례문 방화 사건
사회에 대한 불신감이 더 커진 채종기는 2008년 2월 10일 오후 8시 35분 경 등산용 배낭과 접이식 알루미늄 사다리를 메고 숭례문 1층 누각으로 들어간 뒤 2층 누각으로 올라갔으며 배낭에서 시너가 담긴 1.5리터 페트병 3개를 꺼냈다. 이어 시너가 든 페트병 1개를 바닥에 뿌린 다음 일회용 라이터로 불을 붙였으며 나머지 페트병 2개는 불이 붙은 지점 옆에 놓아두었다. 채종기는 불이 붙은 것을 확인한 뒤 사다리와 라이터, 배낭을 범행 현장에 버리고 도주했다. 숭례문은 채종기의 방화로 인해 2008년 2월 11일 오전 1시 54분 누각을 받치는 석반과 1층 누각 일부를 제외하고 1, 2층이 모두 붕괴되었다.
채종기는 같은 날 인천 강화군에서 경찰에 붙잡혔다. 경찰이 채종기의 집을 압수수색했을 당시 사다리와 시너 1병이 발견됐다. 다음날인 2월 12일 채종기는 숭례문 방화 사건이 자신의 범행이었음을 시인했으며 "자신이 소유하고 있던 토지 보상 문제에 불만을 품고 범행을 자행했다"고 밝혔다.
2008년 2월 13일 서울 남대문경찰서는 채종기를 문화재보호법 위반 혐의로 구속영장을 신청했으며 2008년 2월 14일 경찰은 채종기의 신발에서 숭례문에 칠해져 있는 것과 동일한 성분의 시료를 채취, 이를 결정적 증거로 보고 혐의 사실의 입증을 확신했다. 이에 앞서 경찰은 2월 12일에 확보한 사건 당일(2월 10일) 감시 카메라 녹화 영상에서 채종기의 모습을 확인했으며 이것이 채종기의 증언과 일치한다는 점 또한 증거로 내놓았다. 경찰 조사에 따르면 채종기는 사다리를 마대자루로 감추고 시너를 담은 페트병을 김장용 비닐로 싸서 냄새가 새지 않도록 했으며 숭례문 주위에 설치된 적외선 감지 센서의 위치를 미리 파악하고 적외선 감지기를 피하기 위해 서쪽 비탈길로 침입하는 등 사전에 범행을 치밀하게 계획한 것으로 확인되었다. 또한 채종기가 2007년 7월과 2007년 12월 두 차례에 걸쳐 숭례문을 사전 답사했으며 범행에 사용한 시너와 사다리도 2007년 7월에 구입한 것으로 확인되었다.
체포 후에 채종기는 당시 대한민국의 대통령이었던 노무현의 잘못이 99.9%, 자신의 잘못이 0.1%라고 횡설수설 하였으며 "문화재는 복원하면 된다"고 큰 소리를 치기도 했다고 한다. 
2008년 4월 25일 서울중앙지방법원 형사합의 24부는 숭례문 화재로 인해 국민들에게 큰 정신적 고통을 줬고 국가와 국민의 위신을 실추시킨 점, 피고인이 사전 답사 등 범행을 치밀하게 준비한 데다가 재판 기간 동안 자신의 범행은 인정하면서도 자신의 토지 보상금에 대한 불만을 품게 만든 관계 기관을 강력히 비판해 재범의 우려가 있어 중형이 불가피한 점, 소방 시설이 충분히 갖춰지고 감시를 철저히 했다면 화재 피해를 줄일 수 있었기 때문에 관계 기관에게도 화재 책임이 있다는 점, 피고인이 고령인 데다가 깊이 반성하고 있는 점 등을 감안해 채종기에게 징역 10년을 선고했다. 이에 채종기는 항소장을 제출하였으나, 2008년 7월 31일 서울고등법원 형사 9부가 피고의 항소를 기각했고 2008년 10월 9일 대법원이 피고의 상고마저 기각하면서 원심이 확정되었다.
그로부터 10년 후인 2018년 2월 채종기는 모든 복역생활을 끝내고 만기출소하였다.